# Montes de Oca (episodio nacional)
Montes de Oca es la octava novela de la tercera serie de los Episodios Nacionales de Benito Pérez Galdós, escrita entre marzo y abril de 1900 y publicada ese mismo año. Dedicada a la figura del almirante Manuel Montes de Oca, el relato desarrolla hechos ocurridos en Madrid, Vitoria, Pamplona y otros puntos de la geografía española, entre el verano de 1840 y el otoño de 1841. Galdós prescinde de Fernando Calpena y escoge como protagonista principal de la trama folletinesca al coronel Santiago Ibero, afecto al particular progresismo del general Espartero, que ha tomado el poder tras la abdicación de María Cristina (regente de la futura Isabel II de España. En mayo del 41 la política de Espartero despertó suficientes recelos como para desencadenar una sublevación de los principales generales moderados, entre ellos O'Donnell, Diego de León, Montes de Oca y Borso di Carminati. El golpe fracasó y O'Donnell logró escapar al extranjero, en tanto Diego de León, Borso di Carminati y Montes de Oca entre otros fueron juzgados y fusilados.

Salió sin sombrero. En el patio que daba a la calle de San Francisco esperaba una carretela. A ella subió el reo, con el capellán a un lado y el Coronel enfrente. Muy bien cumplida por el cochero la orden de acelerar el paso, pronto llegaron a la Florida. Poca gente había en las calles y a la entrada del paseo. El honrado pueblo de Vitoria hizo al mártir los honores de un respetuoso duelo, alejándose del teatro de su martirio. Las personas que acudieron a verle pasar le compadecieron silenciosas. Algunas le miraron llorando. Durante el trayecto fúnebre, Montes de Oca habló algo con el capellán, menos con el Coronel; el sol hería de frente su rostro, y con su mano bien firme, no afectada ni de ligero temblor defendía sus ojos de la viva luz.

La parte de ciudad que recorrió dejaba en su alma impresión de soledad, de silencio, de olvido. Creyó que muriendo él, moría también Vitoria, la que había sido capital del efímero reino de Cristina. En Cristina pensaba el mártir cuando bajó del coche en el lugar donde formaba el cuadro, y al ver a los soldados del regimiento que llevaba el nombre de la augusta Princesa, de la diosa, del ídolo, de la Dulcinea más soñada que real, sintió por primera vez el frío de la muerte, y una congoja que hubo de sofocar con titánico esfuerzo para que no se le conociera en el rostro...

Pusiéronle en el sitio donde debía morir; le abrazaron nuevamente con efusión el capellán y el Coronel. Las cláusulas del Credo gemían en los labios temblorosos. Santiago no pudo cumplir su promesa de mandar el fuego: su valor, rehecho con ayuda de Dios, a tanto no llegaba. Dos palabras dijo al oficial, mientras el bravo Montes de Oca, con acento firme y sonora voz, dirigía la breve alocución a los granaderos y daba los vivas a Isabel y a Cristina. El Credo seguía lento, premioso... la bendita oración era como un ser vivo que no quería dejarse rezar. Sonó la descarga, y herido en el vientre, el reo permaneció en pie, las manos en los bolsillos del gabán, presentando el pecho a los fusiles. Dio un paso hacia la izquierda; la segunda descarga le hirió en el pecho; se tambaleó, cayendo por fin. Pero continuaba vivo. Ibero se acercó: los azules ojos del mártir le miraron, y sus dos manos señalaron las sienes. Ojos y manos le decían: «Tirarme aquí, y acabemos». Un soldado le remató.
Capítulo XXX